# Io (vệ tinh)
Io (IPA: ˈaɪoʊ; tiếng Hy Lạp: Ῑώ) là vệ tinh tự nhiên nằm phía trong cùng trong số bốn vệ tinh Galileo của Sao Mộc và với đường kính 3.642 kilômét, là vệ tinh lớn thứ tư bên trong hệ Mặt Trời. Nó được đặt theo tên Io, người nữ tư tế của Hera và sau đó trở thành tình nhân của thần Zeus.
Với hơn 400 núi lửa đang hoạt động, Io là thiên thể có hoạt động địa chất mạnh nhất trong hệ Mặt Trời. Hoạt động địa chất mạnh bất thường này là kết quả của nhiệt thủy triều từ sự ma sát sinh ra bên trong Io do lực kéo biến đổi của Sao Mộc. Nhiều núi lửa phun ra khói lưu huỳnh và lưu huỳnh dioxide có độ cao lên tới 500 km (310 dặm Anh). Bề mặt Io cũng lấm chấm với hơn 100 ngọn núi, được nâng lên bởi lực nén mạnh tại đáy của lớp vỏ silicat của vệ tinh này. Vài đỉnh còn cao hơn cả Everest trên Trái Đất. Không giống hầu hết các vệ tinh ở phía ngoài hệ Mặt Trời có lớp băng bao phủ dày, Io chủ yếu gồm lớp đá silicat bao quanh một lõi sắt hay sulfide sắt nóng chảy. Đa phần bề mặt Io có đặc trưng là các đồng bằng rộng lớn được che phủ trong băng giá lưu huỳnh và lưu huỳnh dioxide.
Hoạt động núi lửa của Io là nguyên nhân gây ra phần lớn những đặc điểm độc đáo của vệ tinh này. Các cột khói núi lửa và các dòng dung nham trên Io tạo ra những thay đổi bề mặt lớn và tô lên đó nhiều màu sắc đỏ, vàng, trắng, đen và xanh, chủ yếu vì các hợp chất lưu huỳnh. Nhiều dòng chảy dung nham lớn, dài hơn 500 km, cũng là đặc điểm của bề mặt. Những quá trình núi lửa này khiến bề mặt của Io được so sánh với một chiếc bánh pizza. Các chất do núi lửa phun ra là vật liệu tạo thành khí quyển mỏng và loang lổ của Io và quyển từ lớn của Sao Mộc.
Io đóng vai trò rất quan trọng trong sự phát triển của thiên văn học ở thế kỷ 17 và 18. Nó được Galileo Galilei phát hiện năm 1610, cùng với các vệ tinh loại Galile khác. Sự khám phá này đã khiến mô hình Copernicus về hệ Mặt Trời được chấp nhận rộng hơn, sự phát triển các định luật chuyển động của Kepler và việc đo lần đầu tiên vận tốc ánh sáng. Trước kia, từ Trái Đất, Io chỉ được quan sát là một chấm ánh sáng nhỏ, cho tới tận cuối thế kỷ 19 đầu thế kỷ 20 con người mới xác định các đặc điểm bề mặt của nó ở tỷ lệ lớn, như vùng cực đỏ sẫm và các vùng xích đạo sáng. Năm 1979, hai tàu vũ trụ Voyager đã phát hiện Io là một thế giới hoạt động địa chất mạnh, với nhiều đặc trưng núi lửa, nhiều ngọn núi lớn, và một bề mặt trẻ không có dấu hiệu hố va chạm rõ rệt. Tàu vũ trụ Galileo đã thực hiện nhiều chuyến bay ngang ở cự ly gần trong thập niên 1990 và đầu thập niên 2000, thu thập dữ liệu về kết cấu bên trong và thành phần bề mặt của Io. Những chuyến phi hành đó đã phát hiện ra mối quan hệ giữa quyển từ của Sao Mộc và vệ tinh Io cũng như sự tồn tại của một vành đai bức xạ có trung tâm trên quỹ đạo Io. Việc khám phá Io vẫn tiếp tục trong những tháng đầu năm 2007 với chuyến bay ngang qua ở cự ly xa của tàu vũ trụ hướng tới Sao Diêm Vương là New Horizons.

## Tên gọi

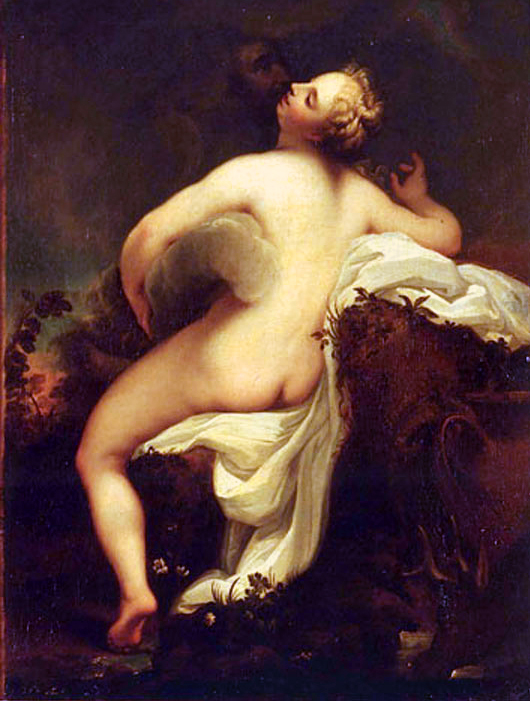
Thần Zeus làm tình với Io

Tuy Simon Marius không được cho là người duy nhất phát hiện ra các vệ tinh loại Galile, những cái tên được ông đặt cho các vệ tinh này vẫn tồn tại. Trong lần xuất bản năm 1614 cuốn Mundus Jovialis của mình, ông đã đặt tên cho vệ tinh ở gần nhất của Sao Mộc theo một nhân vật trong thần thoại Hy Lạp là Io, một trong số nhiều người tình của thần Zeus (hay Jupiter trong thần thoại La Mã). Những cái tên do Marius đưa ra không được ưa chuộng, và mãi tới giữa thế kỷ 20 mới được sử dụng nhiều trở lại. Trong đa số tác phẩm văn học, thiên văn học thời kỳ trước đó, Io chỉ đơn giản được gọi theo số định danh La Mã (một hệ thống do Galileo đưa ra) là "Jupiter I", hay đơn giản là "vệ tinh đầu tiên của Sao Mộc". 
Các đặc điểm trên vệ tinh Io được đặt tên theo các nhân vật và địa điểm trong thần thoại Io, cũng như các nữ thần lửa, núi lửa, Mặt Trời, thần sấm từ nhiều thần thoại khác nhau, và các nhân vật cùng địa điểm trong phần Inferno của Dante, những cái tên thích hợp với đặc điểm nhiều núi lửa trên bề mặt. Từ khi bề mặt của nó lần đầu tiên được quan sát cận cảnh bởi Voyager 1 Liên minh Thiên văn Quốc tế đã thông qua 225 tên gọi cho các núi lửa, núi, cao nguyên, và các đặc điểm suất phản chiếu lớn trên Io. Những tên gọi đã được thông qua cho Io gồm patera (vùng lõm núi lửa), mons, mensa, planum và tholus (nhiều kiểu núi, với các đặc điểm hình thái học như kích cỡ, hình dạng và độ lớn sẽ quyết định thuật ngữ được sử dụng), fluctus (dòng dung nham), vallis (kênh dung nham), regio (đặc điểm suất phản chiếu tỷ lệ lớn) và active eruptive center (nghĩa là trung tâm nổ bùng hoạt động, nơi hoạt động phun khói là dấu hiệu đầu tiên của hoạt động núi lửa tại một núi lửa cụ thể). Các ví dụ về các đặc điểm được đặt tên gồm Prometheus, Pan Mensa, Tvashtar Paterae, và Tsũi Goab Fluctus.

## Lịch sử quan sát
Cuộc quan sát Io được thông báo đầu tiên do Galileo Galilei thực hiện ngày 7 tháng 1 năm 1610. Việc phát hiện ra Io và các vệ tinh Galile khác của Sao Mộc đã được xuất bản trong cuốn Sidereus Nuncius của Galileo vào tháng 3 năm 1610. Trong cuốn Mundus Jovialis của mình, xuất bản năm 1614, Simon Marius tuyên bố đã phát hiện ra Io và các vệ tinh khác của Sao Mộc năm 1609, một tuần trước khám phá của Galileo. Galileo nghi ngờ tuyên bố này và coi công việc của Marius là hành động ăn cắp. Vì Galileo đã xuất bản công trình của mình trước Marius, Galileo được cho là người thực hiện khám phá này.
Trong vòng hai thế kỷ rưỡi sau đó, Io không được khám phá thêm, chỉ là một điểm ánh sáng có cường độ cấp 5 trong kính thiên văn của các nhà thiên văn học. Ở thế kỷ 17, Io và các vệ tinh Galile khác được sử dụng cho nhiều mục đích khác nhau, như giúp các nhà hàng hải xác định kinh độ, bằng chứng cho định luật thứ ba về chuyển động hành tinh của Kepler, và xác định thời gian để ánh sáng di chuyển giữa Sao Mộc và Trái Đất. Dựa trên các cuốn lịch thiên văn do nhà thiên văn Giovanni Cassini và những người khác tạo ra, Pierre-Simon Laplace đã đưa ra một lý thuyết toán học giải thích các quỹ đạo cộng hưởng của Io, Europa và Ganymede. Sự cộng hưởng này sau đó đã được khám phá là có một ảnh hưởng lớn tới địa chất học của ba vệ tinh đó.
Kỹ thuật kính thiên văn phát triển mạnh ở cuối thế kỷ 19 đầu thế kỷ 20 đã cho phép các nhà thiên văn học phân tích (có nghĩa, nhìn thấy) các đặc điểm ở tỷ lệ lớn trên bề mặt Io. Trong thập niên 1890, Edward E. Barnard là người đầu tiên quan sát các biến đổi ánh sáng của Io tại các vùng cực và vùng xích đạo của chúng, phán đoán chính xác rằng điều này xảy ra bởi có những sự khác biệt về màu sắc và suất phản chiếu giữa hai vùng chứ không phải vì hình dạng hình trứng của Io, như nhà thiên văn học William Pickering đã chứng minh vào thời ấy, hay hai vật thể riêng biệt, như Barnard đề xuất ban đầu. Những quan sát bằng kính thiên văn sau đó đã xác nhận các vùng cực xám đỏ và dải trắng-vàng ở xích đạo Io là riêng biệt.
Các quan sát bằng kính thiên văn ở giữa thế kỷ 20 bắt đầu cho thấy những đặc điểm tự nhiên bất thường trên Io. Quan sát quang phổ cho thấy bề mặt Io không có nước đóng băng (chất được phát hiện rất nhiều trên các vệ tinh Galile khác). Cũng những cuộc quan sát này cho thấy bề mặt được bao phủ chủ yếu bởi sự hòa trộn các muối natri và lưu huỳnh do núi lửa phun ra. Các cuộc quan sát bằng kính thiên văn vô tuyến cho thấy Io có gây ảnh hưởng lên quyển từ Sao Mộc, như đã được chứng minh bởi các vụ nổ bước sóng đêcamét gắn liền với chu kỳ quỹ đạo của Io.

### Pioneer

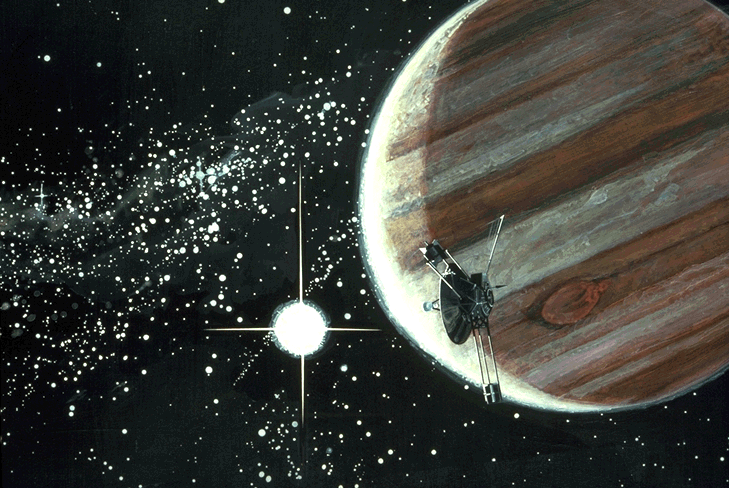
Tàu Pioneer 10

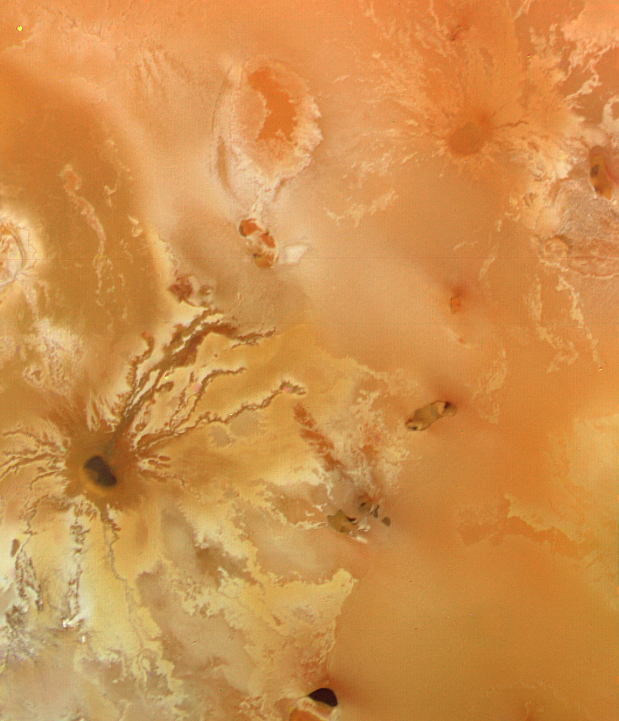
Hình chụp miệng núi lửa của Io do Voyager 1 chụp

Tàu vũ trụ đầu tiên bay ngang qua Io là bộ đôi tàu thăm dò Pioneer 10 và 11 tương ứng vào ngày 3 tháng 12 năm 1973 và ngày 2 tháng 12 năm 1974. Thám sát vô tuyến đã cho kết quả ước lượng chính xác hơn về khối lượng cũng như thông tin có thể có tốt nhất về kích cỡ của Io, theo kết quả này Io có mật độ cao nhất trong số các vệ tinh Galile, và chủ yếu gồm đá silicat chứ không phải nước đóng băng. Hai tàu Pioneer cũng phát hiện một khí quyển mỏng trên Io và các vành đai bức xạ lớn gần quỹ đạo Io. Camera trên tàu Pioneer 11 đã chụp được bức ảnh tốt duy nhất về Io, vùng cực bắc của vệ tinh này. Các hình cận cảnh đã được dự định thực hiện khi Pioneer 10 tới Io, nhưng những cuộc quan sát đó đã mất vì môi trường bức xạ cao ở đây.

### Voyager
Khi hai tàu vũ trụ Voyager 1 và Voyager 2 bay ngang qua Io năm 1979, hệ thống chụp hình tân tiến hơn của chúng đã cung cấp cho chúng ta những bức ảnh chi tiết hơn. Voyager 1 bay qua vệ tinh này ngày 5 tháng 3 năm 1979 từ khoảng cách 20.600 km (12.800 dặm). Các hình ảnh được gửi về khi tàu vụ trụ tiếp cận cho thấy một hình ảnh nhiều sắc màu, kỳ lạ không hề có sự hiện diện của các miệng hố va chạm. Các hình ảnh có độ phân giải cao nhất cho thấy bề mặt khá trẻ bị ngắt quãng bởi các hốc lõm hình thù kỳ lạ, những ngọn núi cao hơn cả Everest, và những đặc điểm giống với các dòng chảy dung nham núi lửa.
Một thời gian ngắn sau khi giáp mặt, kỹ sư hoa tiêu của Voyager là Linda A. Morabito nhận thấy một đám "khói" phát ra từ bề mặt trong một trong những bức ảnh. Phân tích các bức ảnh khác do Voyager 1 gửi về cho thấy có chín đám khói như vậy rải rác trên bề mặt, chứng minh rằng Io có núi lửa hoạt động. Kết luận này đã được Stan J. Peale, Patrick Cassen và R. T. Reynolds dự đoán trước trong một bài báo công bố ngay trước khi Voyager 1 bay tới vệ tinh này. Ba người đã tính toán rằng bên trong Io phải trải qua quá trình phát nhiệt thủy triều mạnh gây ra bởi sự cộng hưởng quỹ đạo của nó với Europa và Ganymede. Dữ liệu từ chuyến bay ngang qua này cho thấy bề mặt Io chủ yếu bị bao phủ bởi băng lưu huỳnh và lưu huỳnh dioxide. Những hợp chất này cũng chiếm ưu thế trong khí quyển mỏng và đường gờ plasma có trung tâm trên quỹ đạo Io (cũng được Voyager phát hiện).
Voyager 2 bay ngang qua Io ngày 9 tháng 7 năm 1979 từ khoảng cách 1.130.000 km (702.150 dặm). Dù nó không tiếp cận gần như Voyager 1, những so sánh các hình ảnh do hai tàu vũ trụ chụp cho thấy nhiều thay đổi bề mặt đã diễn ra trong vòng năm tháng giữa hai cuộc gặp gỡ đó. Ngoài ra, những quan sát khi Io xuất hiện như một vành trăng lưỡi liềm khi Voyager 2 rời khỏi hệ Sao Mộc cho thấy tám hay chín đám khói được quan sát hồi tháng 3 vẫn hoạt động ở thời điểm tháng 7 năm 1979, chỉ núi lửa Pele đã tắt trong khoảng thời gian giữa hai lần gặp gỡ này.

### Galileo
| Hình núi lửa Tvashtar của Io do tàu Galileo chụp |             |
| \| Galileo gặp Io \| Galileo gặp Io \| \| Ngày \| Khoảng cách \| \| -------------------- \| -------------- \| \| 7 tháng 12 năm 1995 \| 897 km \| \| 4 tháng 11 năm 1996 \| 244.000 km \| \| 29 tháng 3 năm 1998 \| 252.000 km \| \| 30 tháng 6 năm 1999 \| 127.000 km \| \| 11 tháng 10 năm 1999 \| 611 km \| \| 26 tháng 11 năm 1999 \| 301 km \| \| 22 tháng 2 năm 2000 \| 198 km \| \| 6 tháng 8 năm 2001 \| 194 km \| \| 16 tháng 10 năm 2001 \| 184 km \| \| 17 tháng 1 năm 2002 \| 102 km \| \| 7 tháng 11 năm 2002 \| 45.800 km \| |             |
| Galileo gặp Io |             |
| Ngày | Khoảng cách |
| 7 tháng 12 năm 1995 | 897 km      |
| 4 tháng 11 năm 1996 | 244.000 km  |
| 29 tháng 3 năm 1998 | 252.000 km  |
| 30 tháng 6 năm 1999 | 127.000 km  |
| 11 tháng 10 năm 1999 | 611 km      |
| 26 tháng 11 năm 1999 | 301 km      |
| 22 tháng 2 năm 2000 | 198 km      |
| 6 tháng 8 năm 2001 | 194 km      |
| 16 tháng 10 năm 2001 | 184 km      |
| 17 tháng 1 năm 2002 | 102 km      |
| 7 tháng 11 năm 2002 | 45.800 km   |

Tàu vũ trụ Galileo tới Sao Mộc năm 1995 sau chuyến bay dài 6 năm từ Trái Đất thực hiện tiếp các khám phá của hai tàu vũ trụ Voyager và các quan sát từ trên Trái Đất trong những năm giữa hai chuyến phi hành đó. Vị trí của Io bên trong một trong những vành đai bức xạ mạnh nhất của Sao Mộc khiến một chuyến bay ngang qua ở cự ly gần sẽ kéo dài, nhưng Galileo thực sự đã bay qua ở khoảng cách gần một thời gian ngắn trước khi vào quỹ đạo dành cho nó hai năm, nhiệm vụ đầu tiên là nghiên cứu hệ Sao Mộc. Tuy không hình ảnh nào được ghi lại từ chuyến lướt ngang ngày 7 tháng 12 năm 1995 này, lần chạm trán thực sự đã mang lại những kết quả to lớn, như việc khám phá một lõi sắt lớn, tương tự với lõi của các hành tinh đất đá phía bên trong hệ Mặt Trời.

Dù không có được hình ảnh cận cảnh và các vấn đề cơ khí đã hạn chế nhiều khối lượng dữ liệu thu thập được, nhiều khám phá quan trọng đã được thực hiện trong phi vụ đầu tiên của Galileo. Galileo đã quan sát được các hiệu ứng của một vụ phun trào lớn tại Pillan Patera và xác nhận rằng các sản phẩm phun trào núi lửa là tổng hợp các macma silicat với mafic giàu magnesi và các hỗn hợp siêu mafic với lưu huỳnh và lưu huỳnh dioxide đóng vai trò tương tự như nước và dioxide cacbon trên Trái Đất. Những hình ảnh chụp Io từ xa được thực hiện hầu như mỗi lần tàu vũ trụ bay trên quỹ đạo khi thực hiện nhiệm vụ đầu tiên, cho thấy số lượng lớn núi lửa đang hoạt động (cả sự phát nhiệt từ macma đang nguội đi trên bề mặt và các đám khói núi lửa), nhiều ngọn núi với các kiểu hình thái khác nhau rất xa, và nhiều thay đổi bề mặt đã diễn ra cả giữa thời kỳ hai phi vụ Voyager và Galileo cũng như giữa mỗi lần bay trên quỹ đạo của Galileo.
Chuyến phi hành không gian Galileo đã hai lần được kéo dài, năm 1997 và 2000. Trong những phi vụ kéo dài đó, tàu vũ trụ lướt qua Io ba lần cuối năm 1999, đầu năm 2000 và ba lần hồi cuối năm 2001, đầu năm 2002. Các quan sát thực hiện trong những lần giáp mặt này cho thấy các quá trình địa chất đang xảy ra tại các núi lửa và những ngọn núi trên Io, loại trừ sự hiện diện của một từ trường, và chứng minh tầm mức của hoạt động núi lửa. Tháng 12 năm 2000, tàu vũ trụ Cassini đã có một cuộc giáp mặt ngắn ở khoảng cách xa với hệ Sao Mộc khi đang trên đường bay tới Sao Thổ, cho phép thực hiện các cuộc cùng quan sát với Galileo. Những quan sát này cho thấy có những đám khói mới tại Tvashtar Paterae và cung cấp những cái nhìn bên trong về cực quang của Io.

### Những quan sát tiếp theo

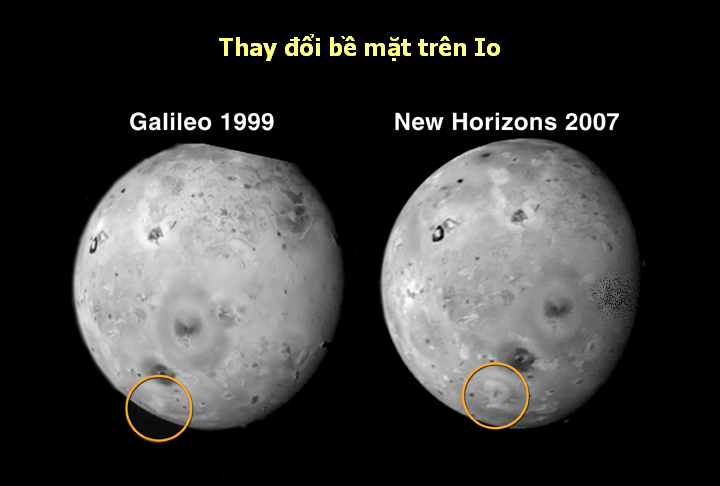
Những thay đổi trên các đặc điểm bề mặt trong tám năm giữa hai lần quan sát của Galileo và New Horizons

Sau khi Galileo bốc cháy trong khí quyển Sao Mộc tháng 9 năm 2003, những quan sát mới về hoạt động núi lửa trên Io được thực hiện bởi những kính thiên văn trên Trái Đất. Đặc biệt, hình ảnh thích ứng quang học từ kính thiên văn Keck ở Hawaii và hình ảnh từ kính thiên văn Hubble đã cho phép các nhà thiên văn học giám sát các núi lửa đang hoạt động của Io. Hình ảnh này cho phép các nhà khoa học giám sát hoạt động núi lửa trên Io, thậm chí khi không có tàu vũ trụ trong hệ Sao Mộc. Tàu vũ trụ New Horizons, trên đường tới Sao Diêm Vương và vành đai Kuiper, đã bay ngang qua hệ Sao Mộc và Io ngày 28 tháng 2 năm 2007. Trong lần gặp mặt, nhiều quan sát với Io từ cự ly xa đã được tiến hành. Những kết quả ban đầu gồm các hình ảnh một đám khói lớn tại Tvashtar, cung cấp những quan sát đầu tiên về lớp khói núi lửa lớn nhất của Io từ những quan sát đám khói Pele năm 1979. New Horizons cũng ghi lại các hình ảnh một núi lửa gần Girru Patera trong những giai đoạn đầu của một vụ phun trào, và nhiều cuộc phun trào núi lửa đã xảy ra từ thời Galileo.
Phi vụ sắp tới duy nhất đã được lập kế hoạch cho hệ Sao Mộc, Juno, không có thiết bị chụp ảnh đủ mạnh để thực hiện thám sát khoa học bề mặt Io. Phi vụ Europa/Hệ Sao Mộc, một dự án liên kết NASA/ESA hiện đang ở giai đoạn nghiên cứu ý tưởng, sẽ có thể nghiên cứu Io từ xa cũng như trong bốn lần bay ngang qua. Nếu được hai cơ quan vũ trụ này phê chuẩn, hai tàu vũ trụ sẽ tới hệ Sao Mộc trong khoảng thời gian 2021-2024. Một phi vụ có thể diễn ra khác, Io Volcanic Observer, sẽ được thực hiện vào năm 2013 với tư cách một phi vụ khám phá khoa học và gồm nhiều chuyến bay ngang qua Io khi bay trên quỹ đạo Sao Mộc, tuy nhiên ở thời điểm hiện tại (2008), dự án này cũng mới chỉ ở giai đoạn nghiên cứu ý tưởng.

## Quỹ đạo
Io quay quanh Sao Mộc ở khoảng cách 421.700 km (262.000 dặm) tính từ tâm hành tinh hay 350.000 km (217.000 dặm) tính từ trên đỉnh các đám mây. Là vệ tinh nằm gần Sao Mộc nhất trong số các vệ tinh Galile, quỹ đạo của nó nằm giữa quỹ đạo Thebe và Europa. Trong số các vệ tinh phía trong của Sao Mộc, Io đứng thứ năm tính từ trong ra. Nó mất 42,5 giờ để hoàn thành một vòng (đủ nhanh để chuyển động của nó được quan sát trong một đêm). Io có cộng hưởng quỹ đạo chuyển động trung bình 2:1 với Europa và 4:1 với Ganymede, hoàn thành hai vòng quay quanh Sao Mộc mỗi lần Europa thực hiện điều này, và bốn lần với mỗi lần Ganymede bay quanh Sao Mộc. Sự cộng hưởng này giúp duy trì độ lệch tâm quỹ đạo của Io (0,0041), và cung cấp nguồn nhiệt chính cho hoạt động địa chất của nó (xem đoạn "Nhiệt thủy triều" để có giải thích chi tiết hơn về quá trình này). Nếu không có sự lệch tâm cưỡng bức này, quỹ đạo của Io sẽ trở thành hình tròn vì sự tiêu mòn thủy triều, làm giảm hoạt động địa chất của nó. Giống như các vệ tinh loại Galile khác của Sao Mộc và Mặt Trăng của Trái Đất, Io quay đồng bộ với chu kỳ quỹ đạo của nó, luôn hướng một mặt về phía Sao Mộc.

## Tương tác với quyển từ của Sao Mộc

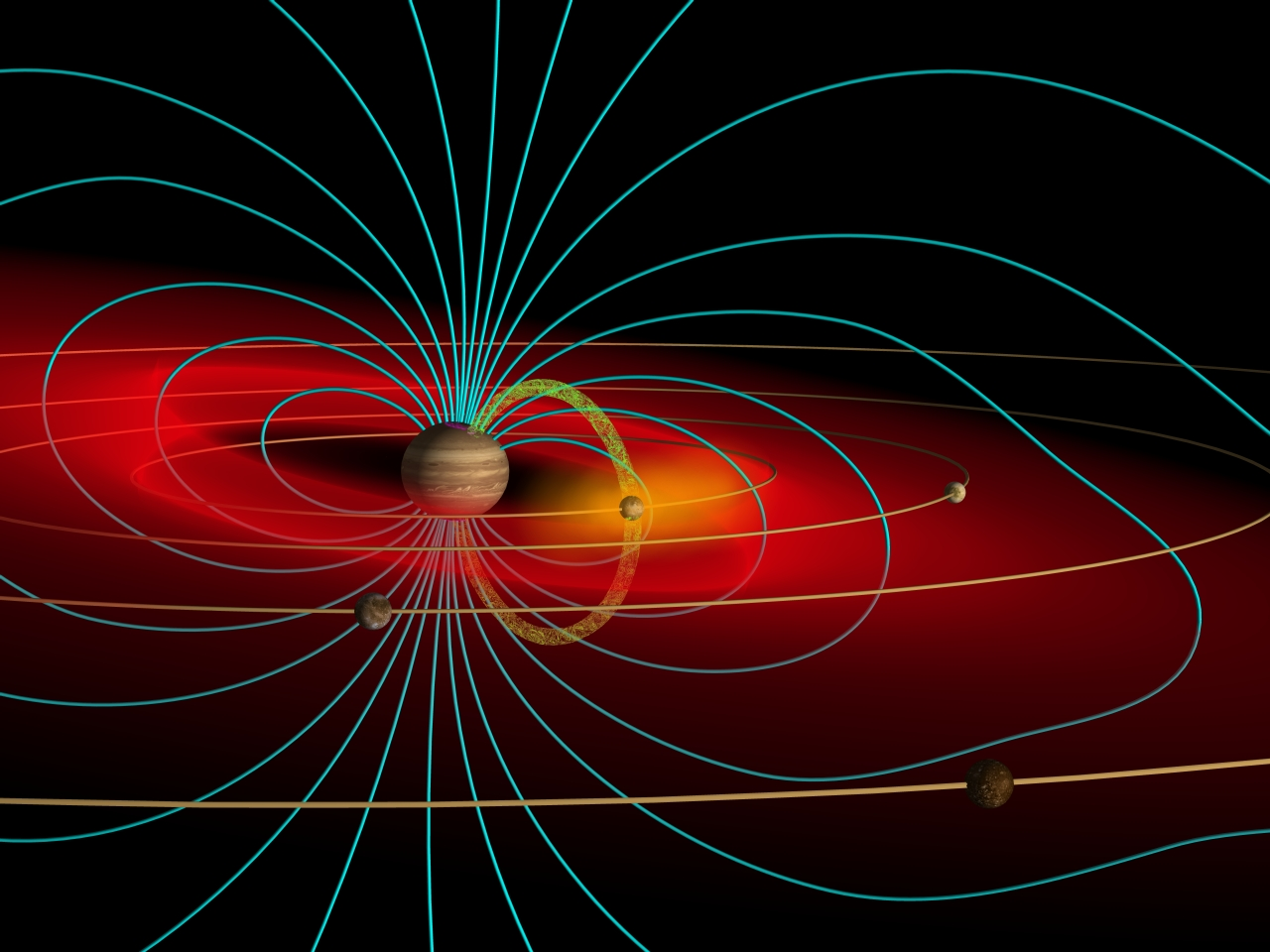
Biểu đồ quyền từ của Sao Mộc và các thành phần bị ảnh hưởng bởi Io (gần trung tâm hình): đường gờ plasma (màu đỏ), đám mây trung tính (màu vàng), ống thông lượng (màu xanh lá cây), và các đường từ trường (màu xanh nước biển).

Io đóng một vai trò quan trọng trong việc hình thành từ trường Sao Mộc. Quyển từ của Sao Mộc quét sạch khí và bụi khỏi khí quyển mỏng của Io với tốc độ 1 tấn trên giây. Vật liệu này chủ yếu hình thành từ lưu huỳnh, oxy và clo ion hóa và nguyên tử; natri và kali nguyên tử; lưu huỳnh dioxide và lưu huỳnh phân tử; và bụi chloride natri. Các vật liệu này lại có nguồn gốc từ hoạt động núi lửa của Io, nhưng vật liệu thoát khỏi từ trường của Sao Mộc vào không gian liên hành tinh đi trực tiếp vào khí quyển Io. Các vật liệu này, tùy thuộc tình trạng ion hóa và thành phần của chúng, tạo thành nhiều đám mây trung tính (không ion hóa) và các vành đai bức xạ trong quyển từ của Sao Mộc và, trong một số trường hợp, cuối cùng bị bắn khỏi hệ Sao Mộc.
Bao quanh Io (với khoảng cách 6 lần bán kính Io từ bề mặt của vệ tinh này) là một đám mây bao gồm các nguyên tử lưu huỳnh, oxy, natri và kali trung tính. Các nguyên tử có nguồn gốc ở phần phía trên khí quyển Io nhưng bị kích thích từ các va chạm với các ion trong đường gờ plasma (được thảo luận bên dưới) và các quá trình khác vào trong quyển Hill của Io, đây là vùng vệ tinh này có lực hấp dẫn áp đảo so với lực hấp dẫn của Sao Mộc. Một số vật liệu này thoát khỏi lực kéo hấp dẫn của Io và đi vào quỹ đạo quanh Sao Mộc. Sau một chu kỳ 20 giờ, các phân tử trải dài khỏi Io thành hình một trái chuối, đám mây trung tính có thể đạt tới khoảng cách 6 lần bán kính Sao Mộc từ Io, cả bên trong quỹ đạo Io và hướng về phía trước vệ tinh này hay phía ngoài quỹ đạo Io và hướng về phía sau nó. Quá trình va chạm kích thích các phân tử này và thỉnh thoảng cung cấp các ion natri trong quầng plasma với một electron, đẩy những phần tử trung tính mới "nhanh" đó khỏi quầng. Tuy nhiên, các phân tử này vẫn giữ vận tốc của chúng (70 km/s, so với tốc độ quỹ đạo 17 km/s của Io), khiến chúng bị bắn đi khỏi Io.
Io bay trên quỹ đạo trong một vành đai bức xạ mạnh được gọi là quầng plasma Io. Plasma trong vòng hình bánh gồm lưu huỳnh ion hoá, oxy, natri, và clo phát sinh khi các nguyên tử trung tính trong đám "mây" bao quanh Io bị ino hóa và bị mang đi bởi quyển từ Sao Mộc. Không giống các phân tử trong đám mây trung tính, các phân tử này cùng quay với quyển từ Sao Mộc, bay quanh Sao Mộc với tốc độ 74 km/s. Giống như phần còn lại của từ trường Sao Mộc, quầng plasma nghiêng so với xích đạo Sao Mộc (và mặt phẳng quỹ đạo Io), có nghĩa Io có lúc ở dưới và có lúc ở trên lõi của quầng plasma. Như đã được ghi ở trên, các ion có tốc độ và năng lượng cao một phần khiến các nguyên tử trung tính và phân tử trong khí quyển Io bị quét đi và làm đám mây trung tính phát triển thêm. Quầng gồm ba phần: một quầng "ấm" phía ngoài ngay bên ngoài quỹ đạo Io; một vùng kéo dài theo chiều dọc được gọi là "ruy băng", gồm vùng nguồn trung tính và plasma đang nguội đi, nằm quanh khoảng cách từ Io tới Sao Mộc; và một quầng "lạnh" phía trong, gồm các hạt đang chuyển động xoắn ốc chậm về phía Sao Mộc. Sau khi ở trong quầng khoảng 40 ngày, các hạt trong quầng "ấm" thoát đi và một phần gây ra quyển từ lớn bất thường của Sao Mộc, áp lực ra bên ngoài của chúng làm chúng phẳng ra từ bên trong. Các hạt từ Io, được phát hiện như các biến đổi trong plasma quyển từ, đã được tàu New Horizons phát hiện sâu trong đuôi từ. Để nghiên cứu các biến đổi bên trong quầng plasma, các nhà nghiên cứu đã đo đạc ánh sáng bước sóng cực tím mà nó phát ra. Tuy những biến đổi đó không hoàn toàn có liên quan tới các biến đổi trong hoạt động núi lửa của Io (nguồn cung cấp vật liệu cơ bản trong quầng plasma), sự liên quan này đã được thiết lập trong đám mây natri trung tính.
Trong một lần giáp mặt với Sao Mộc năm 1992, tàu vũ trụ Ulysses đã phát hiện một dòng các hạt kích cỡ bụi đang bị phun ra khỏi hệ Sao Mộc. Bụi trong những dòng rời rạc này bay khỏi Sao Mộc với tốc độ lên tới hàng trăm kilômét mỗi giây, có kích thước trung bình 10 μm, và chủ yếu gồm chloride natri. Những đo đạc bụi của Galileo cho thấy những dòng bụi xuất phát từ Io, nhưng cơ chế chính xác về việc chúng hình thành như thế nào, hoặc từ hoạt động núi lửa của Io hoặc vật liệu bị bắn đi từ bề mặt, vẫn chưa được biết rõ.
Các đường từ trường của Sao Mộc, mà Io xuyên qua, gắn Io với khí quyển phía trên cực của Sao Mộc qua việc phát sinh một dòng điện được gọi là ống thông lượng của Io. Dòng điện này tạo ra một cực quang sáng trong các vùng cực của Sao Mộc được gọi là dấu chân Io, cũng như cực quang trong khí quyển Io. Các phân tử từ cực quang này tương tác làm tối các vùng cực của Sao Mộc tại bước sóng ánh sáng nhìn thấy được. Vị trí của Io và dấu chân cực quang của nó tương ứng với Trái Đất và Sao Mộc có ảnh hưởng lớn tới bức xạ sóng vô tuyến lên Sao Mộc từ điểm thuận lợi của chúng ta: khi Io quan sát được, các tín hiệu vô tuyến từ Sao Mộc tăng lên rất nhiều. Phi vụ Juno, được lập ế hoạch trong thập kỷ tới, có thể giúp làm rõ các quá trình này.

## Cấu trúc

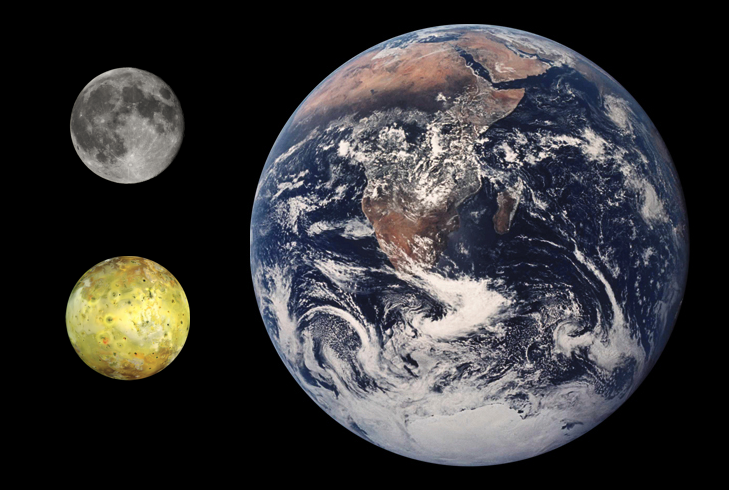
Io so với Trái Đất và Mặt Trăng

Io hơi lớn hơn Mặt Trăng của Trái Đất. Nó có bán kính trung bình 1.821,3 km (lớn hơn bán kính Mặt Trăng khoảng 5%) và có khối lượng 8,9319×1022 kg (lớn hơn Mặt Trăng khoảng 21%). Trong số các vệ tinh Galile, cả về khối lượng và thể tích, Io xếp sau Ganymede và Callisto nhưng trước Europa.

### Bên trong

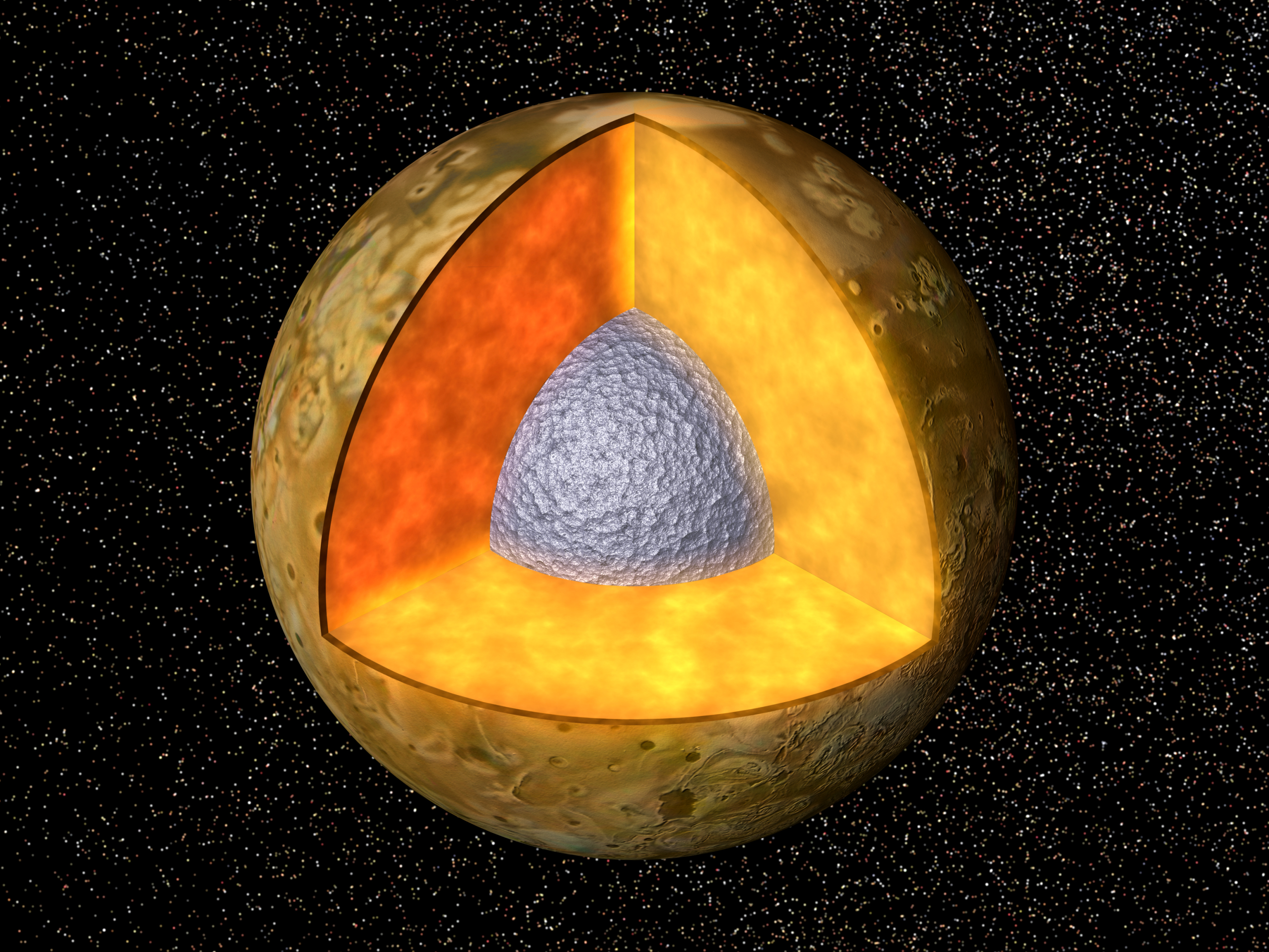
Mô hình giả định của thành phần bên trong Io với một lõi sắt bên trong hay lõi sulfide sắt (màu xám), một vỏ silicat phía ngoài (màu nâu), và một lớp áo silicat bán nóng chảy ở giữa (màu cam)

Chủ yếu gồm đá silicat và sắt, Io có thành phần tương tự các hành tinh đất đá hơn là giống với các vệ tinh ở phía ngoài hệ Mặt Trời, chủ yếu gồm hỗn hợp nước đóng băng và silicat. Io có mật độ 3,5275 g/cm³, mật độ cao nhất trong số tất cả các vệ tinh trong hệ Mặt Trời; hơi lớn hơn các vệ tinh Galile khác và lớn hơn Mặt Trăng của Trái Đất. Các mô hình dựa trên những đo đạc của Voyager và Galileo về khối lượng vệ tinh này, bán kính và hệ số hấp dẫn bốn cực (các giá trị số liên quan tới khối lượng được bố trí như thế nào bên trong một vật thể) cho thấy cấu trúc trong của nó phân dị với lớp vỏ và lớp phủ (quyển manti) bên ngoài giàu silicat và lớp lõi bên trong giàu sắt hay sulfide sắt. Lõi kim loại chiếm xấp xỉ 20% khối lượng Io. Dựa vào khối lượng lưu huỳnh trong lõi, lõi có bán kính trong khoảng 350 tới 650 km (220 tới 400 dặm) nếu nó hầu như gồm toàn bộ là sắt, hay trong khoảng 550 tới 900 km (310 tới 560 dặm) nếu lõi gồm hỗn hợp sắt và lưu huỳnh. Từ kế của Galileo không thể phát hiện một từ trường phía trong Io, gợi ý rằng lớp lõi không đối lưu.
Mô hình thành phần bên trong Io cho thấy lớp phủ gồm ít nhất 75% khoáng chất forsterit giàu magnesi, và có thành phần tương tự với thành phần của các thiên thạch L-chondrit và LL-chondrit, với hàm lượng sắt cao hơn (so với silic) so với Mặt Trăng hay Trái Đất, nhưng thấp hơn Sao Hỏa. Để hỗ trợ dòng nhiệt nóng quan sát được trên Io, 10–20% lớp phủ của Io có thể nóng chảy, mặc dù các vùng nơi có hoạt động núi lửa nhiệt độ cao đã được quan sát có thể có thành phần nóng chảy cao hơn. Thạch quyển của Io, gồm bazan và lưu huỳnh lắng đọng bởi hoạt động núi lửa mạnh của Io, ít nhất dày 12 km (7 dặm), nhưng dường như dày chưa tới 40 km (25 dặm).

### Nhiệt thủy triều
Không giống Mặt Trăng của Trái Đất, nguồn nhiệt chính bên trong của Io có xuất xứ từ sự tiêu mòn thủy triều chứ không phải do sự phân rã đồng vị hạt nhân, kết quả của sự cộng hưởng quỹ đạo của Io với Europa và Ganymede. Nguồn nhiệt này phụ thuộc vào khoảng cách của Io với Sao Mộc, độ lệch tâm quỹ đạo, thành phần bên trong và tình trạng vật lý của nó. Cộng hưởng Laplace của nó với Europa và Ganymede giúp duy trì độ lệch tâm của Io và khiến sự tiêu mòn thủy triều bên trong Io không thể làm quỹ đạo của nó trở nên tròn. Quỹ đạo cộng hưởng cũng giúp duy trì khoảng cách của Io với Sao Mộc; nếu không thủy triều xuất hiện trên Sao Mộc sẽ từ từ khiến Io di chuyển xoắn ốc ra phía ngoài hành tinh mẹ. Các khác biệt theo chiều thẳng đứng trong bướu thủy triều của Io, giữa khoảng thời gian Io ở điểm xa nhất và điểm gần nhất trên quỹ đạo của nó có thể lên tới 100 m (330 ft). Sự ma sát hay tiêu mòn thủy triều được tạo ra ở phía bên trong Io vì sự khác biệt trong lực kéo thủy triều này, mà, nếu không có quỹ đạo cộng hưởng, sẽ biến quỹ đạo của Io thành hình tròn, tạo ra nhiệt thủy triều mạnh bên trong Io, làm nóng chảy một khối lượng lớn lớp phủ và lõi vệ tinh này. Khối năng lượng được tạo ra lớn hơn gấp đến 200 lần so với khối năng lượng được phân rã phóng xạ tạo ra. Nguồn nhiệt này được giải phóng dưới dạng hoạt động núi lửa, tạo ra dòng nhiệt lớn đã quan sát được (tổng cộng: 0,6 tới 1,6×1014 W). Các mô hình quỹ đạo của nó cho thấy khối năng lượng nhiệt thủy triều bên trong Io thay đổi theo thời gian, và dòng nhiệt hiện tại không đại diện cho mức độ trung bình của một thời gian dài.

### Bề mặt

Hình ảnh quay của bề mặt Io, vòng tròn lớn màu đỏ bao quanh núi lửa Pele

Dựa trên kinh nghiệm với các bề mặt cổ của Mặt Trăng, Sao Hỏa và Sao Thủy, các nhà khoa học chờ đợi sẽ thấy nhiều hố va chạm trong những bức ảnh đầu tiên về Io do Voyager 1 chụp. Mật độ các hố va chạm trên bề mặt Io sẽ là những bằng chứng về độ tuổi vệ tinh này. Tuy nhiên, họ đã ngạc nhiên khi khám phá ra bề mặt hành tinh này hầu như không có các hố va chạm, thay vào đó là các vùng bình nguyên bằng phẳng với một vài dãy núi cao, với nhiều hình dạng và kích thước, và những dòng chảy dung nham núi lửa. So với hầu hết các thiên thể đã được quan sát ở thời điểm đó, bề mặt của Io được bao phủ bởi nhiều vật liệu đa màu sắc (khiến Io được so sánh với một quả cam thối hay một chiếc bánh pizza) từ nhiều hợp chất lưu huỳnh. Sự vắng mặt của các hố va chạm cho thấy bề mặt của Io về mặt địa chất học là còn trẻ, giống như bề mặt đất; các vật liệu núi lửa liên tục lấp đầy các hố va chạm ngay khi chúng được tạo ra. Kết quả này đã được xác nhận với ít nhất chín núi lửa đang hoạt động được Voyager 1 quan sát.
Ngoài các núi lửa, bề mặt Io còn bao gồm các ngọn núi phi núi lửa, nhiều hồ lưu huỳnh nóng chảy, nhiều hõm chảo sâu vài kilômét, và nhiều dòng chảy chất lỏng có độ nhớt thấp (có thể một số được hình thành từ lưu huỳnh nóng chảy hay silicat), kéo dài hàng trăm kilômét.

#### Thành phần bề mặt
Hình dạng nhiều màu sắc của Io là kết quả của nhiều vật liệu được tạo ra bởi các hoạt động núi lửa mạnh của nó. Các vật liệu này gồm silicat (như octopyroxen), lưu huỳnh và lưu huỳnh dioxide. Băng lưu huỳnh dioxide tồn tại khắp nơi trên bề mặt Io, hình thành các vùng lớn được bao phủ bởi các vật liệu màu trắng hay xám. Lưu huỳnh cũng được quan sát thấy ở nhiều địa điểm trên khắp hành tinh này, hình thành nên các vùng màu vàng vàng xanh. Lưu huỳnh lắng đọng ở các vùng vĩ độ trung và vùng cực thường bị thiệt hại bởi bức xạ, phá vỡ lưu huỳnh chuỗi 8 (S8) ổn định thông thường. Sự thiệt hại bức xạ này tạo ra các vùng cực màu đỏ nâu của Io.
Núi lửa phun nổ, thường ở hình thức các đám khói hình nấm, khiến bề mặt Io được bao phủ các vật liệu lưu huỳnh và silicat. Các lắng đọng khói trên Io thường có màu đỏ hay trắng tùy thuộc vào khối lượng lưu huỳnh và lưu huỳnh dioxide trong khói. Nói chung, các đám khói hình thành tại các miệng phun núi lửa từ dung nham khử khí có chứa một lượng lớn S2, tạo ra một lớp lắng đọng "hình quạt" đỏ, hay trong các trường hợp ngoại lệ, những vòng tròn đỏ lớn (thường vượt hơn 450 km (280 dặm) từ tâm miệng núi lửa. Một ví dụ điển hình về một vòng tròn đỏ khói lắng đọng nằm tại núi lửa Pele. Những lắng đọng màu đỏ này gồm chủ yếu lưu huỳnh (thường là phân tử lưu huỳnh chuỗi 3- và 4-), lưu huỳnh dioxide, và có lẽ cả Cl2SO2. Các đám khói được hình thành ở các rìa ngoài những dòng chảy dung nham silicat (thông qua sự tương tác của dung nham và các chất trầm lắng lưu huỳnh và lưu huỳnh dioxide đã tồn tại từ trước) tạo ra các trầm tích màu trắng hay màu xám.
Bản đồ thành phần cấu tạo và mật độ cao của Io cho thấy nó có chứa ít hoặc không có nước, dù những túi nhỏ chứa nước đóng băng hay các khoáng chất hydrat hóa có lẽ đã được xác định, đáng chú ý nhất là ở sườn phía tây bắc núi Gish Bar Mons. Sự thiếu vắng nước có lẽ bởi Sao Mộc trong buổi đầu phát triển của hệ Mặt Trời đủ nóng để đẩy đi hết các chất dễ bay hơi như nước trong vùng phụ cận của Io, nhưng không đủ nóng để thực hiện việc đó ở khoảng cách xa hơn.

#### Hoạt động núi lửa

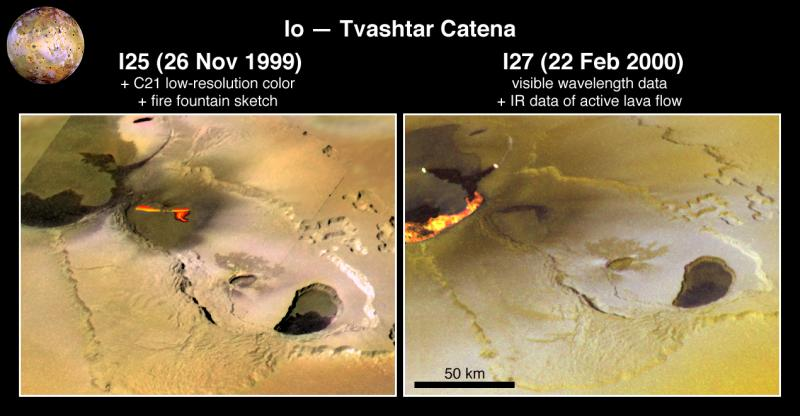
Dòng chảy dung nham đang hoạt động trong vùng Tvashtar Paterae (vùng trống thể hiện các vùng bão hòa trong dữ liệu gốc). Các hình ảnh do Galileo chụp tháng 11 năm 1999 và tháng 2 năm 2000.

Nhiệt thủy triều do sự lệch tâm quỹ đạo cưỡng bức của Io tạo ra đã khiến vệ tinh này trở thành một trong những thiên thể có hoạt động núi lửa mạnh nhất trong hệ Mặt Trời, với hàng trăm trung tâm núi lửa và các dòng dung nham lớn. Trong một đợt phun trào lớn, các dòng chảy dung nham dài hàng chục thậm chí hàng trăm kilômét có thể được thạo ra, chủ yếu gồm các dòng dung nham bazan silicat với các thành phần hoặc mafic hay siêu mafic (giàu magnesi). Như một sản phẩm phụ của hoạt động này, lưu huỳnh, khí lưu huỳnh dioxide và vật liệu mạt vụn núi lửa silicat (như tro) bị thổi lên độ cao tới 500 km (310 dặm) vào không gian, tạo ra những đám khói lớn, hình nấm, khiến bề mặt loang lổ màu đỏ, đen và trắng, và cung cấp vật liệu cho khí quyển mỏng của Io cũng như quyển từ lớn của Sao Mộc.
Bề mặt Io có rải rác các vùng lõm núi lửa được gọi là paterae. Paterae nói chung có đáy phẳng được bao quanh bởi các bức tường dốc. Những đặc điểm này giống với các hõm chảo núi lửa trên Trái Đất, nhưng ta không biết nếu chúng được tạo ra sau sự sụp đổ một buồng dung nham trống rỗng như kiểu các hõm chảo trên Trái Đất hay không. Một giả thiết cho rằng những đặc điểm đó đã được tạo thành bởi sự đào lên của các sill núi lửa, và vật liệu nằm phía trên hoặc đã bị bắn ra hoặc đã tích hợp vào sill. Không giống các đặc điểm tương tự trên Trái Đất và Sao Hỏa, những chỗ lõm đó nói chung không nằm ở trên đỉnh của các núi lửa hình khiên và thường to lớn hơn, với đường kính trung bình 41 km (25 dặm), vùng lõm lớn nhất là Loki Patera có đường kính 202 km (126 dặm). Dù cơ chế hình thành có như thế nào, thì hình thái và sự phân bố của nhiều vùng lõm cho thấy những đặc điểm đó về mặt kết cấu là có kiểm soát, với ít nhất một nửa được bao quanh bởi các phay đứt đoạn hay những ngọn núi. Những nơi có đặc điểm này thường là các điểm phun trào núi lửa, hoặc từ các dòng dung nham trải dài trên bề mặt paterae, như tại điểm phun trào ở Gish Bar Patera năm 2001, hay ở hình thức một hồ dung nham. Các hồ dung nham trên Io thường có hoặc một lớp vỏ dung nham liên tục đảo ngược, như tại hồ Pele, hoặc một vỏ đảo ngược theo chu kỳ, như tại hồ Loki.
Các dòng dung nham thể hiện một kiểu địa hình núi lửa chính khác trên Io. Macma phun trào lên bề mặt từ các miệng phun ở đáy paterae hay trên các đồng bằng từ các vết nứt, tạo ra các dòng dung nham phồng, phức hợp tương tự như những dòng nhung nham được quan sát thấy tại Kilauea ở Hawaii. Những hình ảnh thu được từ tàu vũ trụ Galileo cho thấy nhiều dòng dung nham lớn trên Io, như những dòng dung nham tại núi lửa Prometheus và Amirani, được tạo ra bởi sự bồi đắp những dòng dung nham nhỏ phía trên những dòng dung nham cũ. Những vụ bùng phát dung nham lớn hơn cũng đã được quan sát thấy trên Io. Ví dụ cạnh trước của dòng Prometheus di chuyển 75 tới 95 km (47 tới 59 dặm) giữa lần quan sát của Voyager năm 1979 và những lần quan sát đầu tiên của Galileo năm 1996. Một cuộc phun trào lớn năm 1997 đã tạo ra hơn 3.500 km² (1.350 dặm vuông) dung nham và làm ngập tràn đáy của Pillan Patera gần đó.

Dãy năm hình do New Horizons chụp thể hiện vật liệu bị núi lửa Tvashtar trên Io phun ra cao tới 330 km trên bề mặt của nó.

Việc phân tích các hình ảnh của Voyager khiến các nhà khoa học tin rằng những dòng dung nham đó chủ yếu được tạo thành bởi nhiều hợp chất lưu huỳnh nóng chảy. Tuy nhiên, những nghiên cứu hồng ngoại sau này từ trên Trái Đất và những đo đạc của tàu vũ trụ Galileo cho thấy những dòng chảy đó là dung nham hợp chất bazan với thành phần mafic tới siêu mafic. Giả thuyết này dựa trên những đo đạc nhiệt độ tại các "điểm nóng" trên Io, hay tại các địa điểm phun trào nhiệt, cho thấy nhiệt độ ít nhất 1.300 K và một số nơi cao tới 1.600 K. Những ước tính ban đầu cho thấy nhiệt độ phun trào đạt tới 2.000 K đã bị chứng minh là sai lầm bởi các mô hình nhiệt không chính xác được sử dụng để đo nhiệt độ.
Sự khám phá các đám khói tại các núi lửa Pele và Loki là dấu hiệu đầu tiên cho thấy rằng Io có hoạt động địa chất. Nói chung, những đám khói này được hình thành khi những chất dễ bay hơi như lưu huỳnh và lưu huỳnh dioxide bị các núi lửa trên Io phun lên trời ở tốc độ lên tới 1 km/s (0,6 dặm/s). Các vật liệu khác có thể có trong những đám khói núi lửa gồm natri, kali, và clo. Những đám khói này có vẻ được hình thành theo một trong hai cách. Những đám khói lớn nhất trên Io đã được tạo ra khi khí lưu huỳnh và lưu huỳnh dioxide thoát ra khỏi macma đang phun trào tại các miệng núi lửa hay các hồ dung nham, thường kéo theo vật liệu silicat dung nham núi lửa với chúng. Những đám khói này hình thành nên các chất lắng đọng màu đỏ (từ lưu huỳnh chuỗi ngắn) và đen (từ silicat núi lửa) trên bề mặt. Khói được hình thành theo cách này là những đám khói lớn nhất phát hiện thấy trên Io, tạo thành những vòng tròn đỏ có đường kính hơn 1.000 km (620 dặm). Những ví dụ về kiểu khói này như tại các núi lửa Pele, Tvashtar và Dazhbog. Một kiểu khói khác được tạo thành khi các dòng dung nham làm bốc hơi lớp băng lưu huỳnh dioxide phía dưới, khiến lưu huỳnh thoát ra bay lên trời. Kiểu khói này thường hình thành những lắng đọng màu sáng, hình tròn gồm lưu huỳnh dioxide. Chúng thường chưa cao tới 100 km (62 dặm), và là những đám khói có thời gian tồn tại lâu nhất trên Io. Những ví dụ như tại các núi lửa Prometheus, Amirani và Masubi.

#### Núi

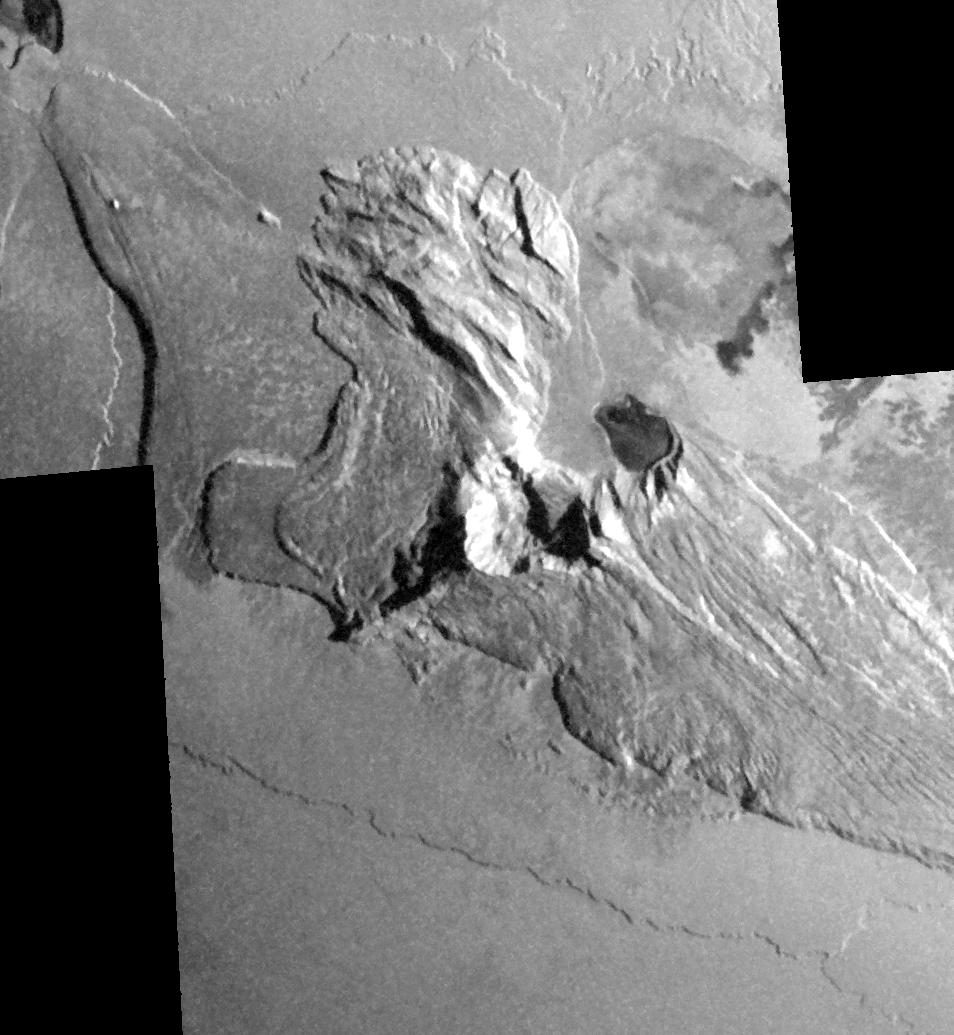
Hình Tohil Mons theo gam màu xám, một ngọn núi cao 5,4 km

Io có từ 100 tới 150 ngọn núi. Chúng có chiều cao trung bình 6 km (4 dặm) và độ cao tối đa 17,5 ± 1,5 km (10,9 ± 1 dặm) ở phía nam Boösaule Montes. Các dãy núi thường có vẻ ngoài đồ sộ (một dãy núi trung bình dài 157 km), là những cấu trúc tách biệt và không có mô hình kiến tạo tổng thể rõ rệt bên ngoài như núi trên Trái Đất. Để có thể đỡ được khối lượng địa hình đồ sộ như vậy các ngọn núi này phải có thành phần chủ yếu là đá silicat, chứ không phải là lưu huỳnh.
Dù những núi lửa hoạt động mạnh là nguyên nhân gây ra đặc trưng bề mặt của Io, gần như mọi ngọn núi ở đây là những kết cấu kiến tạo, chứ không phải do núi lửa. Thực tế, đa số núi trên Io được hình thành như kết quả của các ứng suất nén trên đáy của thạch quyển, làm chúng nâng lên và đôi khi làm nghiêng phần vỏ của Io thông qua quá trình tạo phay nghịch. Ứng suất nén dẫn tới sự hình thành núi là kết quả của sự sụp lún của các vật liệu núi lửa bị chôn vùi liên tục. Sự phân bố núi trên khắp bề mặt cho thấy chúng trái ngược với sự phân bố các cấu trúc núi lửa; các ngọn núi chiếm ưu thế ở những vùng có ít núi lửa và ngược lại. Điều này cho thấy những vùng rộng lớn trên thạch quyển Io nơi sự nén ép (hỗ trợ sự hình thành núi) và sự giãn rộng (hỗ trợ sự hình thành vùng lõm) chiếm ưu thế. Tuy nhiên, ở cấp độ khu vực, núi và vùng lõm thường tiếp giáp với nhau cho thấy macma thường chui vào những đứt gãy được hình thành trong quá trình kiến tạo sơn để đẩy lên bề mặt.
Những ngọn núi trên Io (nói chung là những cấu trúc mọc lên cao hơn các đồng bằng xung quanh) có nhiều hình thái. Thường thấy nhất là các cao nguyên. Những cấu trúc này tương tự như những núi mặt bàn lớn, phẳng đỉnh và bề mặt gồ ghề. Những ngọn núi khác thường có vẻ là những khối lớp vỏ bị nghiêng, với một sườn thoải từ bề mặt phẳng trước kia và một sườn dốc gồm những vật liệu thuộc lớp dưới bề mặt trước kia bị đẩy lên bởi các ứng suất nén ép. Cả hai kiểu núi thường có vách đứng có độ dốc lớn dọc theo một hay nhiều bờ mép. Chỉ có một lượng nhỏ núi trên Io có vẻ là có nguồn gốc núi lửa. Những ngọn núi này giống với các núi lửa hình khiên, với các sườn có độ dốc lớn (6–7°) gần một hõm chảo núi lửa nhỏ ở trung tâm và các sườn có độ dốc thấp dọc theo các bờ mép của chúng. Những ngọn núi nguồn gốc núi lửa này thường nhỏ hơn kích thước núi trung bình trên Io, thông thường cao khoảng 1 tới 2 km (0,6 tới 1,2 dặm) và rộng 40 tới 60 km (25 tới 37 dặm). Các núi lửa hình khiên khác với các sườn ít dốc hơn được suy ra từ hình thái của một vài núi lửa trên Io, nơi những dòng dung nham mỏng tỏa ra từ một vùng lõm trung tâm, như tại Ra Patera.
Gần như tất cả các ngọn núi đều có vẻ ở một thời kỳ thoái hoá nào đó. Những trầm lắng từ các vụ lở đất lớn là phổ biến tại chân các dãy núi trên Io, gợi ý rằng sạt lở hàng loạt là hình thức thoái hóa chính. Các rìa kiểu vỏ sò rất thường thấy trên các núi mặt bàn và các cao nguyên của Io, kết quả của sự rỉ ra của lưu huỳnh dioxide từ lớp vỏ Io, tạo ra các vùng yếu dọc theo các rìa núi.

### Khí quyển

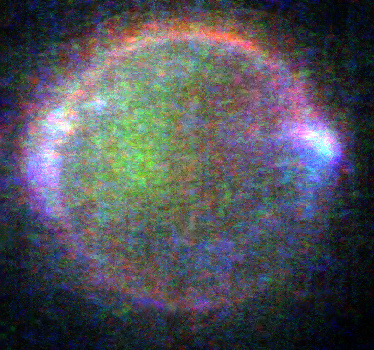
Ánh sáng cực quang trong phần thượng tầng khí quyển Io. Các màu sắc khác nhau thể hiện sự phát xạ từ các thành phần khác nhau của khí quyển (màu xanh lá cây từ sự phát xạ của natri, đỏ từ sự phát xạ của oxy, và xanh nước biển từ sự phát xạ các khí núi lửa như lưu huỳnh dioxide). Ảnh được chụp khi Io đang xảy ra thực.

Io có khí quyển rất mỏng gồm chủ yếu lưu huỳnh dioxide (SO2) với áp suất bằng một phần tỷ atmotphe. Khí quyển mỏng của Io đồng nghĩa với việc hạ cánh của bất kỳ tàu thăm dò nào được gửi tới Io trong tương lai sẽ không cần phải được bảo vệ bằng lớp chắn chống nhiệt kiểu vỏ tàu vũ trụ, thay vào đó là các tên lửa đẩy lùi cho một cuộc hạ cánh mềm. Khí quyển mỏng cũng buộc tàu vũ trụ muốn hạ cánh phải có khả năng chịu được bức xạ mạnh của Sao Mộc, mà lớp khí quyển dày hơn có thể ngăn chặn bớt.
Bức xạ tương tự (ở hình thức plasma) triệt tiêu khí quyển vì thế nó phải luôn luôn được bổ sung lại. Nguồn SO2 lớn nhất là hoạt động núi lửa, nhưng khí quyển phần lớn được duy trì bởi sự thăng hoa SO2 đóng băng trên bề mặt bởi ánh sáng Mặt Trời. Khí quyển dày hơn ở phía xích đạo, nơi bề mặt ấm nhất và có những đám khói núi lửa hoạt động mạnh nhất. Các biến thiên khác cũng tồn tại, với những biến thiên với mật độ cao nhất gần các miệng núi lửa (đặc biệt tại các địa điểm khói núi lửa) và trên nửa bề mặt ngược Sao Mộc của Io, nơi băng SO
2 hiện diện nhiều nhất).
Những hình ảnh độ phân giải cao về Io đã được chụp khi vệ tinh này trải qua một lần thực cho thấy một lớp sáng kiểu cực quang. Tương tự như trên Trái Đất, điều này bởi bức xạ va vào khí quyển. Cực quang thường xảy ra gần các cực từ của các hành tinh, nhưng tại Io thì cực quang lại sáng nhất ở địa điểm gần xích đạo. Io không có từ trường của riêng mình; vì thế, các electron bay theo từ trường Sao Mộc gần Io va chạm trực tiếp với khí quyển của vệ tinh. Càng có nhiều electron va chạm với khí quyển, cực quang càng sáng, nơi các đường từ trường tiếp giáp với vệ tinh (ví dụ, gần xích đạo), bởi cột khí chúng đi qua dày hơn ở đó. Cực quang đi liền với những điểm tiếp giáp đó trên Io được quan sát có "nhảy múa" với sự thay đổi hướng của độ nghiêng từ trường lưỡng cực của Sao Mộc.